# Villa Maurice-Rollinat
Pour les articles homonymes, voir Rollinat.
La villa Maurice-Rollinat est une voie du 19e arrondissement de Paris, en France.

## Situation et accès
La villa Maurice-Rollinat est une voie privée située dans le 19e arrondissement de Paris. Elle débute au 29, rue Miguel-Hidalgo et se termine en impasse. Elle fait partie du quartier de la Mouzaïa.
Elle est desservie par la ligne de métro 7 bis à la station Danube.

## Origine du nom
Elle porte le nom du poète français Maurice Rollinat (1846-1903).

## Historique
Cette voie est ouverte sous sa dénomination actuelle par un arrêté ministériel du 1er décembre 1933.